# Daniel Bahr
Daniel Bahr (ur. 4 listopada 1976 w Lahnstein) – niemiecki polityk i ekonomista, działacz Wolnej Partii Demokratycznej (FDP), poseł do Bundestagu XV, XVI i XVII kadencji, w latach 2009–2011 wiceminister zdrowia, następnie do 2013 minister zdrowia.

## Życiorys
Po uzyskaniu matury w gimnazjum im. Immanuela Kanta w Münster kształcił się w zawodzie pracownika bankowego w Dresdner Bank AG. Studiował następnie ekonomię na Westfalskim Uniwersytecie Wilhelma w Münster, odbył też studia podyplomowe z zakresu zarządzania jednostkami służby zdrowia. Został członkiem Deutscher Bankangestellten-Verband, związku zawodowego pracowników sektora bankowego.
W 1992 wstąpił do Wolnej Partii Demokratycznej. W latach 1999–2004 był przewodniczącym jej organizacji młodzieżowej Junge Liberale. W 1998 wszedł w skład zarządu federalnego partii. Po raz pierwszy mandat posła do Bundestagu uzyskał w wyborach w 2002. Z powodzeniem ubiegał się o reelekcję w 2005 i 2009, zasiadając w niższej izbie niemieckiego parlamentu do 2013. W parlamencie zajmował się m.in. sprawami demografii oraz polityką w stosunku do osób niepełnosprawnych, od 2005 był rzecznikiem frakcji ds. zdrowia.
Od listopada 2009 do maja 2011 pełnił funkcję wiceministra zdrowia w drugim rządzie Angeli Merkel. 12 maja 2011 stanął na czele tego resoru, którym kierował do 17 grudnia 2013.
W 2014 został doradcą think tanku Center for American Progress i wykładowcą na University of Michigan. W tym samym roku wszedł w skład rady dyrektorów przedsiębiorstwa ubezpieczeniowego Allianz.